# Anthophylax attenuatus
Anthophylax attenuatus är en skalbaggsart som först beskrevs av Samuel Stehman Haldeman 1847.  Anthophylax attenuatus ingår i släktet Anthophylax och familjen långhorningar. Inga underarter finns listade i Catalogue of Life.